# George Shelvocke
George Shelvocke (Shrewsbury, 1er avril 1675-Londres, 30 novembre 1742) est un corsaire anglais et officier de la Royal Navy britannique.

## Biographie
Membre de la Royal Navy (1690-1715), il décide en 1719 de s'associer à John Clipperton pour attaquer les possessions espagnoles du Pacifique et de l'Amérique du Sud et devient corsaire.
Après un naufrage à Juan Fernández (25 mai 1720), accusé de piraterie à son retour (1722), il est acquitté.

## Œuvre
- Voyage autour du monde par la grande mer du Sud (1723-1726)

## Anecdote
Un épisode de son récit de voyage expliquant la manière dont son second Simon Hatley lança un albatros au large du Cap Horn est à l'origine de La Complainte du vieux marin de Samuel Taylor Coleridge.